# دلتا ۴

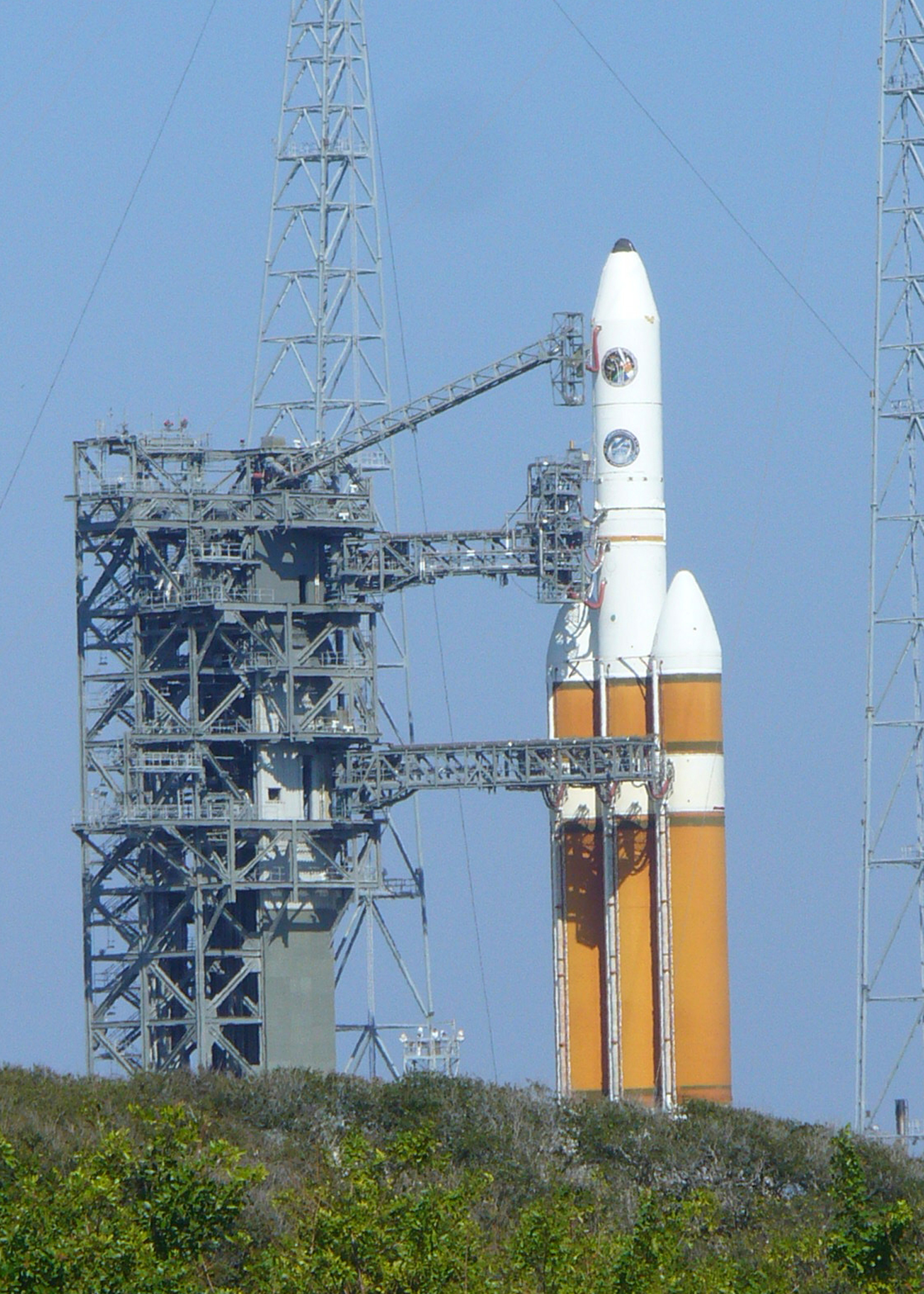

دلتا ۴ (به انگلیسی: Delta IV) یکی از موشک های مورد استفاده ناسا است.
این پرتابگر جانشین دلتا ۳ بوده و ساخت شرکت بوئینگ سال ۲۰۰۲ است که امروزه توسط شرکت یونایتد لانچ آلاینس (معروف به ULA) ساخته میشود.